# Língua russa
O russo (русский язык, transl.  russkij jazyk ou russkiy yazyk, AFI: [ˈruskʲɪj jɪˈzɨk], lit. "língua russa") é uma língua eslava falada como língua materna na Rússia, Bielorrússia,  Cazaquistão, Azerbaijão, Quirguistão, Moldávia e em diversos outros países que formavam as repúblicas constituintes da extinta União Soviética. Embora sem carácter oficial após o fim da União Soviética, é utilizada amplamente em países como Letónia, Ucrânia, e Estónia.
Idioma mais difundido, em termos geográficos, de toda a Eurásia, a mais falada das línguas eslavas e a língua materna mais falada na Europa, o russo pertence à família linguística indo-europeia, e é um dos três (ou quatro, com a inclusão do russino) membros ainda existentes das línguas eslavas orientais; foram encontrados exemplos de inscrições feitas no antigo eslavônico oriental que datam do século X. O idioma é atualmente uma das seis línguas oficiais da Organização das Nações Unidas.
A literatura russa é particularmente rica e inclui célebres escritores de diversos períodos, como Alexandre Pushkin, Nikolai Gogol, Fiodor Dostoiévski, Liev Tolstói, Anton Tchekhov, Máximo Gorki, Vladimir Maiakovski e Boris Pasternak. Por conta da grande influência da União Soviética e Rússia nas ciências, uma grande quantidade de textos científicos também é encontrada em russo, que atualmente é a segunda língua mais popular da Internet.
O russo distingue entre os fonemas consonantais que têm articulação secundária palatal e aqueles que não têm, os chamados sons suaves e duros. Esta distinção pode ser encontrada em quase todas as consoantes, e é uma das características mais marcantes do idioma. Outro aspecto importante é a redução das vogais átonas, semelhante a outros idiomas ocidentais, como o inglês. O acento tônico, que não é regular, não costuma ser indicado ortograficamente, embora um acento agudo opcional possa ser utilizado para indicar o acento tônico, com a finalidade de distinguir palavras de grafia idêntica ou indicar a pronúncia correta de palavras ou nomes pouco comuns. Outra característica relevante é o papel essencial e imprescindível exercido pela complexa gramática na língua. A escrita destaca-se pelo uso do alfabeto cirílico.

## Classificação
O russo é uma língua eslava, pertencente à família linguística indo-europeia. Do ponto de vista do idioma falado, seus parentes mais próximos são o ucraniano e o bielorrusso, outras duas línguas nacionais pertencentes ao grupo eslavas orientais. Em diversos locais no leste e sul da Ucrânia e por toda a Bielorrússia estes idiomas são falados de maneira intercambiável, e em determinadas regiões o bilinguismo tradicional resultou numa mistura de idiomas, resultando por exemplo no surjyk falado no leste da Ucrânia e o trasianka da Bielorrússia. Acredita-se que um dialeto da Antiga Novgorod, também pertencente ao grupo eslavo oriental, e desaparecido durante o século XV ou XVI, teria desempenhado um papel importante na formação da língua russa atual. Os idiomas mais próximos atualmente deste dialeto seriam as línguas eslavas ocidentais, especialmente o polonês e o eslovaco, seguidos pelas línguas eslavas meridionais - embora o búlgaro, em especial, tenha uma gramática relativamente diferente.
O vocabulário, com destaque a palavras abstratas e literárias, princípios de formação de palavras e, até certo ponto, inflexões e o estilo literário do russo também foram influenciados pelo eslavônico eclesiástico, uma forma desenvolvida de um ramo do eslavo meridional, o antigo eslavônico eclesiástico, utilizado pela Igreja Ortodoxa Russa. As formas eslavas orientais, no entanto, tendem a ser usadas exclusivamente nos diversos dialetos que passam por um processo rápido de declínio. Em alguns casos, tanto a forma eslava oriental quanto a eslavônica eclesiástica estão em uso, embora com significados diferentes.
A fonologia e a sintaxe do russo, especialmente em seus dialetos mais setentrionais, também foram influenciadas - até certo ponto - pelas diversas línguas fino-bálticas, pertencentes à subfamília fino-úgrica, como o merya, o moksha, o muromiano, o idioma falado pelos meshcheras, o veps, entre outros. Estes idiomas - muitos dos quais já foram extintos - costumavam ser falados no centro e no norte da atual Rússia europeia, e entraram em contato com os idiomas eslavos orientais no início da Idade Média, servindo posteriormente como substrato para a língua russa atual. Os dialetos russos falados a norte, nordeste e noroeste de Moscou apresentam um número considerável de palavras de origem fino-úgrica. Ao longo dos séculos, o vocabulário e o estilo literário do russo também foram influenciados pelos idiomas europeus ocidentais e centrais, como o polonês, o latim, o holandês, o alemão, o francês e o inglês.

## Distribuição geográfica
Durante o período da União Soviética, a política em relação às línguas dos diversos outros grupos étnicos variou na prática. Embora cada uma das repúblicas constituintes tivesse seu próprio idioma oficial, o papel unificador e um status superior eram reservados ao russo, ainda que ele tenha sido declarado língua oficial apenas em 1990. Logo após a dissolução da União Soviética, em 1991, diversos dos Estados recém-independentes encorajaram e estimularam o uso de seus idiomas nativos, o que reverteu parcialmente o status privilegiado do russo, embora seu papel como idioma do discurso nacional pós-soviético em toda a região ainda persista.

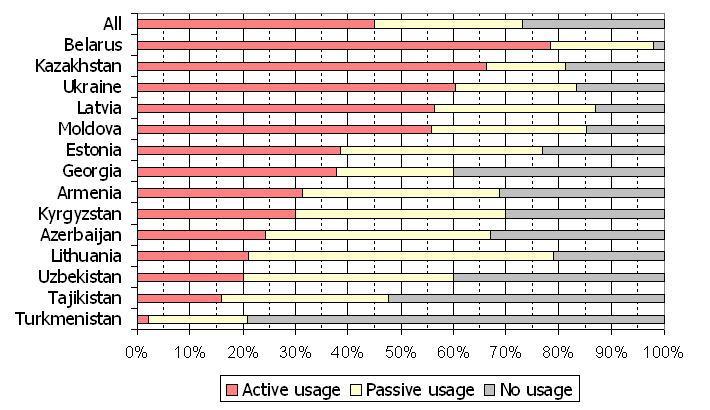
Conhecimento do russo nos países que formavam a União Soviética. Dados de 2004

O longo domínio russo sobre os demais povos da URSS estabeleceu, entre os falantes de outras línguas, uma controvérsia acerca da cultura russa. Na Letônia o reconhecimento oficial do russo e sua legalidade nas salas de aula têm sido alvo de um debate considerável, num país em que mais de um terço da população é formado por russófonos. Da mesma maneira, na Estônia, os falantes do russo constituem 25,6% da população atual do país, e 58,6% da população nativa estoniana também fala o russo. No total, 67,8% da população da Estônia fala o idioma. O domínio do russo, no entanto, está diminuindo rapidamente entre os estonianos mais jovens, já que está sendo substituído primordialmente pelo domínio do inglês. Por exemplo, enquanto 53% dos estonianos entre 15 e 19 anos de idade alegam ter algum conhecimento de russo, entre o grupo que vai dos 10 aos 14 anos de idade o domínio do idioma cai para 19%, cerca de um terço da percentagem daqueles que alegam falar o inglês.
Indivíduos que falam o russo como língua materna ou secundária na Lituânia representam aproximadamente 60% da população do país. Mais da metade da população dos países bálticos fala o russo, seja como primeiro ou segundo idioma. Desde que o Grão-Ducado da Finlândia fez parte do Império Russo de 1809 a 1918, diversos falantes do idioma permaneceram no país. Existem atualmente 33 400 finlandeses russófonos, que totalizam 0,6% da população da Finlândia. Cinco mil deles (0,1%) descendem dos imigrantes russos que foram para o país no fim do século XIX e início do século XX, enquanto o resto faz parte de ondas migratórias recentes, chegados depois da década de 1990.[carece de fontes?]
No Cazaquistão e no Quirguistão o russo continua a ser um idioma cooficial, juntamente com o cazaque e o quirguiz, respectivamente. Grandes comunidades russófonas ainda existem no norte do Cazaquistão, e pessoas de etnia russa totalizam 25,6% da população total do país.
No decorrer do século XX, o russo foi amplamente ensinado nas escolas dos países-membros do antigo Pacto de Varsóvia, bem como nos países que eram aliados da União Soviética, em especial a Polônia, Bulgária, Tchecoslováquia, Hungria, Albânia e Cuba. As gerações mais jovens, no entanto, não costumam dominá-lo com fluência, uma vez que o ensino do russo não é mais obrigatório nos sistemas escolares destes países. No entanto, de acordo com uma pesquisa de 2005 do Eurobarômetro, a fluência no idioma continua a ser relativamente alta (de 20 a 40%) em alguns países, em especial naqueles em que os povos locais falam alguma língua eslava, e por isso têm algum tipo de facilidade no aprendizado do russo, com destaque à Polônia, República Tcheca, Eslováquia e Bulgária. O russo é atualmente a língua estrangeira mais ensinada na Mongólia, onde seu ensino é obrigatório a partir do sétimo ano de escolaridade, desde 2006.
De acordo com o censo de 1999, o russo também é falado em Israel por pelo menos 750 000 imigrantes judaicos da antiga União Soviética. Existem diversos meios de comunicação e sites de internet publicados em russo no país. O idioma também é falado como língua estrangeira por um número reduzido de pessoas no Afeganistão, que em 1979 sofrera uma intervenção de tropas soviéticas. De acordo com uma matéria da BBC de outubro de 2009, refugiados afegãos estariam aprendendo o russo nas escolas, o que criaria uma pequena população de falantes do russo em caso de uma eventual repatriação.
Existem grandes comunidades de russófonos na América do Norte, especialmente em grandes centros urbanos dos Estados Unidos e Canadá, como Nova Iorque, Filadélfia, Boston, Los Angeles, Nashville, São Francisco, Seattle, Spokane, Toronto, Baltimore, Miami, Chicago, Denver e Cleveland. Em diversos destes locais estes falantes do russo publicam seus próprios jornais, e vivem em enclaves étnicos, especialmente a geração de imigrantes que começou a chegar no início da década de 1960. Apenas um quarto deles, no entanto, pertence à etnia russa. Antes da dissolução da União Soviética, a maioria esmagadora dos russófonos na América do Norte era formada por judeus. Posteriormente, o influxo de imigrantes vindos dos países constituintes da União Soviética alterou estas estatísticas, trazendo maiores números de russos e ucranianos, juntamente com mais judeus russos. De acordo com o censo de 2000 dos Estados Unidos, o russo é a língua materna falada nos lares de mais de 700 000 pessoas que vivem no país.
Diversos grupos russófonos existem na Europa Ocidental, estabelecidos por meio de sucessivas ondas de imigração ocorridas desde o início do século XX. Alemanha, Reino Unido, Espanha, Portugal, França, Itália, Bélgica, Grécia, Brasil, Noruega e Áustria também têm populações significativas de populações falantes do russo, bem como as grandes cidades australianas de Sydney e Melbourne, que tem a maior concentração de russófonos da Austrália, particularmente nos subúrbios de Carnegie e Caulfield. Os sino-russos também formam um dos 56 grupos étnicos reconhecidos oficialmente pelo governo da República Popular da China.
| Fonte                     | Falantes nativos | Ranking nativo | Total de falantes | Ranking total             |
| ------------------------- | ---------------- | -------------- | ----------------- | ------------------------- |
| Top Languages             | 160 000 000      | 8              | 285 000 000       | 5                         |
| World Almanac (1999)      | 145 000 000      | 8              | 275 000 000       | 5                         |
| SIL (2000 WCD)            | 145 000 000      | 8              | 255 000 000       | 5–6 Empatado com o árabe. |
| CIA World Factbook (2005) | 160 000 000      | 8              | —                 | —                         |

### Status oficial
O russo é a língua oficial da Rússia, embora também tenha este status a nível regional em diversas unidades autônomas étnicas dentro do país, como o Bascortostão, o Tartaristão e a Iacútia. Também é um dos idiomas oficiais da Bielorrússia, Cazaquistão, Quirguistão, bem como o idioma preponderante de facto nos países não reconhecidos da Transnístria, Ossétia do Sul e Abecásia. O russo é uma das seis línguas oficiais da Organização das Nações Unidas, e mais de um quarto da literatura científica do mundo é publicada em russo. O russo também é um idioma de referência no mundo dos sistemas de comunicação mundiais (transmissões, comunicação aeroespacial, etc.).
O estudo na Rússia ainda é uma escolha popular tanto em termos de russo como segundo idioma como para falantes nativos do idioma, e o russo ainda é visto como uma língua importante para ser ensinada às crianças em diversas das ex-repúblicas soviéticas.
94%  dos estudantes escolares na Rússia, 75% na Bielorrússia, 41% no Cazaquistão, 20% na Ucrânia, 23% no Quirguistão, 21% na Moldávia, 7% no Azerbaijão, 5% na Geórgia e 2% na Armênia e Tajiquistão são educados única ou majoritariamente em russo. A porcentagem de indivíduos pertencentes à etnia russa é de 80% na própria Rússia, 10% na Bielorrússia, 36% no Cazaquistão, 27% na Ucrânia, 9% no Quirguistão, 6% na Moldávia, 2% no Azerbaijão, 1,5% na Geórgia e menos de 1% tanto na Armênia quanto no Tajiquistão.
O ensino do russo nas escolas também existe na Letônia, Estônia e Lituânia. No entanto, devido a recentes reformas no ensino feitas na Letônia, através das quais o governo passou a pagar uma quantia considerável para as escolas que lecionassem em letão, o número de aulas ensinadas em russo no país foi drasticamente reduzido. O idioma tem um status cooficial, juntamente com o romeno, nas unidades autônomas da Gagaúzia e da Transnístria, na Moldávia, e na República Autônoma da Crimeia, na Ucrânia, é reconhecido como idioma regional, juntamente com o tártaro da Crimeia. De acordo com uma sondagem realizada pela FOM-Ukraina, o russo é o idioma mais falado na Ucrânia, superando o próprio ucraniano por uma pequena diferença. Apesar de sua ampla utilização, no entanto, ativistas do uso do idioma na Crimeia reclamam da obrigatoriedade do uso do ucraniano nas escolas, cinemas, tribunais, bulas de remédio e do seu uso na mídia e nos documentos oficiais.

### Dialetos
| Dialetos centrais 6. Dialeto de Moscou 7. Dialeto de Tver Dialetos meridionais 8. Dialeto Orel (do Don) 9. Dialeto de Ryazan 10. Dialeto Tula 11. Dialeto de Smolensk Outros 12. Dialeto russo setentrional com influências bielorrussas 13. Dialetos das estepes e da Ucrânia oriental 14. Dialeto das estepes ucranianas com influência russa |

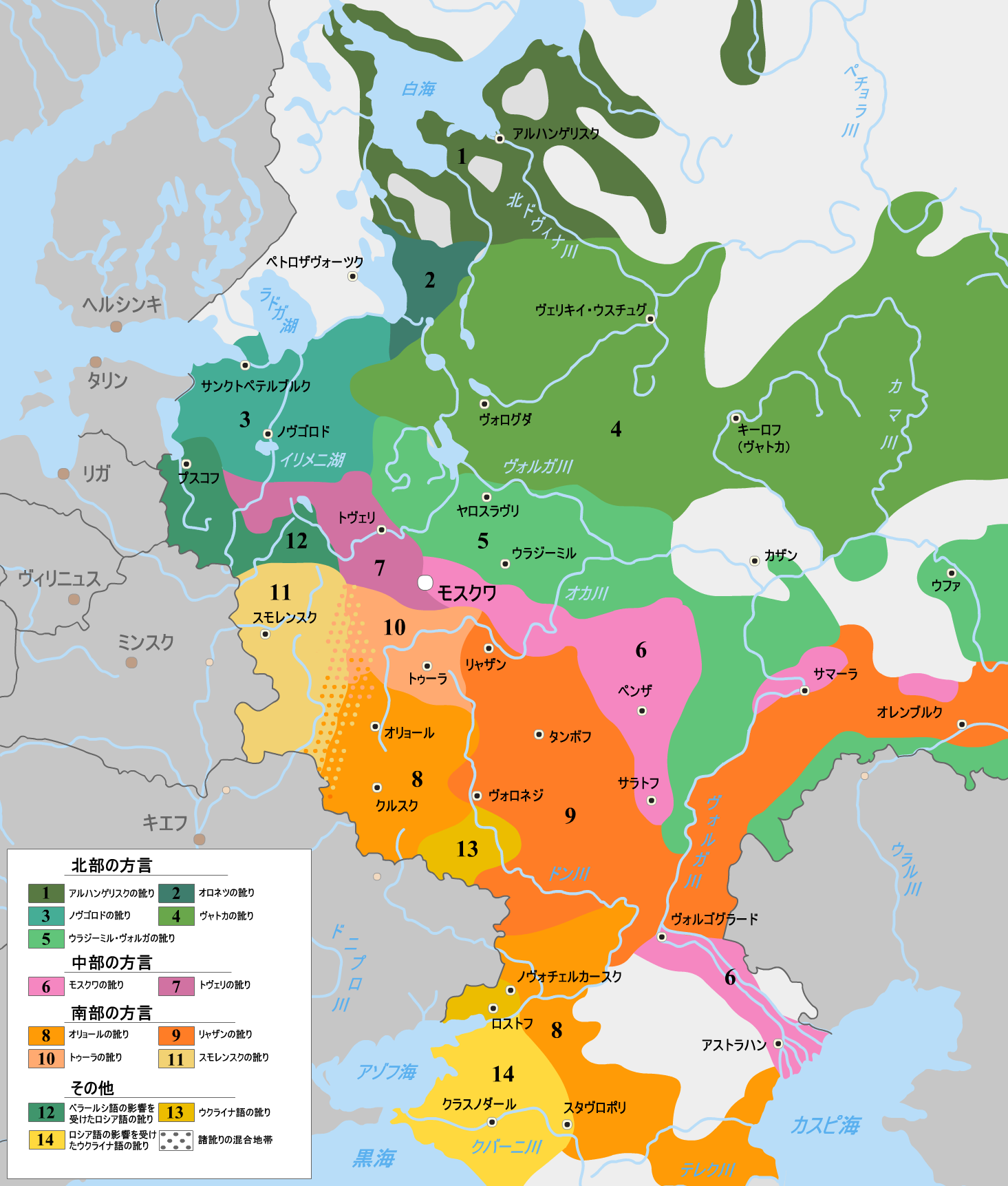
Dialetos setentrionais
1. Dialeto de Arkhangelsk
2. Dialeto de Olonets
3. Dialeto de Novgorod
4. Dialeto de Viatka
5. Dialeto de Vladimir
Dialetos centrais
6. Dialeto de Moscou
7. Dialeto de Tver
Dialetos meridionais
8. Dialeto Orel (do Don)
9. Dialeto de Ryazan
10. Dialeto Tula
11. Dialeto de Smolensk
Outros
12. Dialeto russo setentrional com influências bielorrussas
13. Dialetos das estepes e da Ucrânia oriental
14. Dialeto das estepes ucranianas com influência russa

Apesar da padronização ocorrida após a revolução de 1917, especialmente em termos de vocabulário, diversos dialetos ainda existem dentro do russo. Enquanto alguns estudiosos dividam os dialetos do russo em dois grupos primordiais regionais — o setentrional e o meridional — com a cidade de Moscou situada exatamente na zona de transição entre os dois, outros dividem o idioma em três agrupamentos distintos — o setentrional, o central e o meridional — com Moscou integrada à região central, formando um dialeto específico e singular, e não mais adequando-se a uma mistura de dialetos. A dialetologia dentro da própria Rússia reconhece dúzias de variantes minoritárias. Estes dialetos frequentemente apresentam características distintas da forma padrão, em termos de pronúncia e entonação, vocabulário e gramática. Algumas destas características são resquícios de formas arcaicas que já foram completamente suplantadas pelo idioma padrão.
Os dialetos russos setentrionais e aqueles falados ao longo do rio Volga costumam pronunciar de forma clara o /o/ átono, diferentemente do dialeto padrão, que pronuncia o /o/ átono da mesma forma que um /a/, em um fenômeno conhecido como redução vocálica. A leste de Moscou, especialmente na região de Ryazan, o /e/ e o /a/ átonos que vêm depois de consoantes palatalizadas e antecedem uma sílaba tônica não são reduzidos a [ɪ], como no dialeto moscovita, mas são pronunciados como /a/ (ex.: несли é pronunciado como [nʲasˈlʲi], e não [nʲɪsˈlʲi]). Este fenômeno é conhecido como yakanye. Diversos dialetos meridionais adotam uma terminação final palatalizada, /tʲ/, nas formas de terceira pessoa dos verbos, sendo que este fonema não é palatalizado no dialeto padrão, e um fricativo, [ɣ], no local em que o dialeto padrão apresenta [ɡ].
Em certas regiões ao sul de Moscou, no entanto, como por exemplo na cidade de Tula e em seus arredores, o /ɡ/ é pronunciado como em Moscou e nos dialetos setentrionais, a menos que anteceda uma plosiva átona ou uma pausa. Nesta posição, o /ɡ/ sofre lenição, tornando-se a fricativa [x], como por exemplo друг [drux]. No dialeto de Moscou, apenas as palavras Бог [box], лёгкий [lʲɵxʲkʲɪj], мягкий [ˈmʲæxʲkʲɪj] e derivados seguem este modelo. Algumas destas características, como um /ɡ/ que sofreu debucalização ou lenição, e um /tʲ/ final palatalizado nas formas de terceira pessoa dos verbos, também estão presentes no ucraniano moderno, o que indica ou um vício linguístico ou uma forte influência de um no outro.
A cidade de Veliki Novgorod apresenta, historicamente, uma característica conhecida como tchokanye ou tsokanye , na qual o /tɕ/ e o /ts/ são confundidos. Por consequência, a segunda palatalização das consoantes velares não ocorre nesta variante.
Um dos primeiros estudiosos dos dialetos russos foi Mikhail Lomonosov, no século XVIII. No século seguinte, Vladimir Dal compilou o primeiro dicionário a incluir um vocabulário dialetal. O mapeamento detalhado dos dialetos russos teve seu início na virada do século XX. Mais recentemente, o monumental Atlas Dialetológico da Língua Russa foi publicado em três volumes, entre 1986 e 1989, depois de quatro décadas de trabalho preparatório.

### Línguas derivadas
- Balachka, dialeto falado primordialmente pelos cossacos nas regiões dos rios Don e Terek.
- Fenya, argot de origem antiga falado por criminosos, com a gramática do russo, porém com um vocabulário distinto.
- Surjyk, variante do ucraniano com forte influência do russo. É utilizado por uma grande parcela da população da Ucrânia, especialmente nas regiões central e oriental do país.
- Trasianka, língua com características do russo e do bielorrusso, usada por uma grande parcela da população rural na Bielorrússia.
- Quelia, um pidgin entre alemão e russo.
- Runglish, mistura entre russo e inglês. O termo também é utilizado por falantes do inglês para descrever o modo com que alguns russos tentam falar o inglês usando a morfologia e/ou a sintaxe do russo.
- Russenorsk, mistura extinta formado por uma maioria de vocabulário russo com gramática norueguesa, usado para a comunicação entre os russos e os comerciantes noruegueses no chamado comércio de Pomor, na região de Finnmark e na península de Kola.
- Govorka, um outro pidgin extinto formado pelo russo e a língua nganasan que se falava na península de Taimir até ao século XX.
- Medny Aleut, pidgin quase extinto formado pelo vocabulário aleúte do Alasca com morfologia russa.
- Kyakhta, pidgin extinto formado pelo russo e chinês.

### Alfabeto

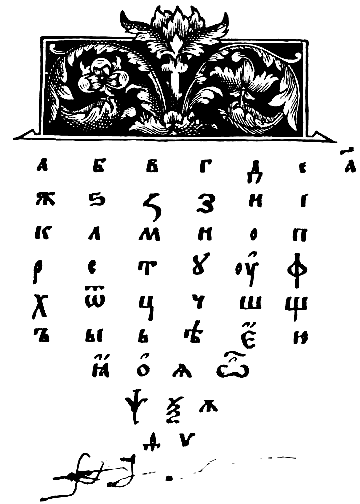
Página do Azbuka, primeiro livro impresso em russo, feito por Ivan Fedorov, em 1574. Esta página contém o alfabeto cirílico.

O russo é escrito com uma versão modificada do alfabeto cirílico, que consiste em 33 caracteres, sendo 21 consoantes, 10 vogais e dois sinais. A tabela a seguir lista suas formas maiúsculas, juntamente com os valores no alfabeto fonético internacional para o som tipicamente expresso por cada letra:
| А /a/ | Б /b/  | В /v/  | Г /ɡ/ | Д /d/  | Е /je/ | Ё /jɔ/ | Ж /ʐ/ | З /z/ | И /i/  | Й /j/  |
| К /k/ | Л /l/  | М /m/  | Н /n/ | О /o/  | П /p/  | Р /r/  | С /s/ | Т /t/ | У /u/  | Ф /f/  |
| Х /x/ | Ц /ts/ | Ч /tɕ/ | Ш /ʂ/ | Щ /ɕɕ/ | Ъ /-/  | Ы [ɨ]  | Ь /-/ | Э /ɛ/ | Ю /ju/ | Я /ja/ |

Entre as letras obsoletas do alfabeto russo estão <ѣ>, que acabou por se fundir ao <е> (/je/ ou /ʲe/); o <і> e <ѵ>, que se fundiram no <и> (/i/); <ѳ>, que se fundiu com o <ф> (/f/); <ѫ>, que se fundiu com o <у> (/u/); <ѭ>, que se fundiu com o <ю> (/ju/ ou /ʲu/); e <ѧ>/<ѩ>, que posteriormente se transformaram no <я>, passando a representar foneticamente /ja/ ou /ʲa/. Embora estas letras arcaicas tenham sido descartadas, ainda podem ser encontradas e até mesmo usadas em alguns textos. Os chamados yers, <ъ> e <ь>, indicavam originalmente a pronúncia dos sons ultra-curtos ou reduzidos, /ŭ/ e /ĭ/.

#### Transliteração
A transliteração do russo consiste no ato de permitir a leitura de uma palavra ou sentença escrita no alfabeto cirílico russo a uma pessoa que não tem o domínio do mesmo. Por conta da grande variedade de pronúncias e alfabetos existentes em cada idioma, não existe um sistema específico ou oficial de transliteração do cirílico, de forma que esta transcrição fosse unificada para todo o mundo. Por este motivo, existe uma infinidade de formas de transliterar-se um texto a partir do alfabeto cirílico.
Devido às muitas restrições técnicas existentes na computação e também à falta de disponibilidade de teclados em cirílico no exterior, o russo também é frequentemente transliterado para o alfabeto latino. Por exemplo, a palavra мороз (geada) é transliterada como moroz, e мышь (rato ou, por extensão, "mouse") como mysh ou myš’. Embora já tenha sido usada comumente pela maioria dos russos que vivem fora da Rússia, a transliteração vem sendo cada vez menos usada, por conta da extensão da codificação de caracteres Unicode, que já incorporou o alfabeto russo. Existem programas disponíveis que permitem aos usuários utilizar caracteres russos mesmo nos teclados ocidentais.

#### Informática
O alfabeto russo pode ser usado em diversos sistemas de codificação de caracteres. O KOI8-R foi projetado pelo governo russo para servir como a codificação padrão, e ainda é usado em sistemas operacionais similares ao UNIX. No entanto, a difusão do MS-DOS e do Microsoft Windows criou alguma confusão, e acabou por estabelecer diversas codificações como padrões de facto, num cenário em que por exemplo a Windows-1251 se tornou um padrão na comunicação via internet e e-mail na Rússia. Diversos aplicativos para a conversão de codificações foram desenvolvidos. O iconv é um exemplo, compatível com a maior parte das versões dos sistemas operacionais, como por exemplo o Linux e o Macintosh. A maior parte das implementações de codificação de caracteres para o alfabeto russo, com destaque às mais antigas, visam o uso simultâneo dos caracteres latinos e cirílicos, e não incluem suporte a qualquer outro idioma. As esperanças de uma unificação das codificações de caracteres para o alfabeto russo estão depositadas no padrão Unicode, projetado especificamente para a coexistência pacífica de diversos idiomas, incluindo línguas mortas. O Unicode também tem suporte para as letras do cirílico antigo, que tem muitas semelhanças com o alfabeto grego.

### Ortografia
A ortografia russa é razoavelmente fonêmica na prática. Consiste, na realidade, de um equilíbrio entre a fonêmica, a morfologia, a etimologia e a gramática, e, como a da maior parte dos idiomas atuais, tem sua parcela de inconsistências e pontos controversos. As muitas regras gramaticais rígidas introduzidas entre as décadas de 1880 e de 1910 foram responsáveis por essas controvérsias, justamente enquanto visavam eliminar as inconsistências.
A ortografia atual segue a principal reforma ocorrida em 1918, e a codificação final, de 1956. Uma alteração proposta no fim da década de 1990 foi recebida com hostilidade e não foi adotada formalmente. A pontuação, baseada originalmente no grego bizantino, acabou sendo reformulada durante os séculos XVII e XVIII, seguindo os modelos francês e alemão.
De acordo com o Instituto da Língua Russa da Academia Russa de Ciências, um acento agudo opcional pode, e por vezes deve, ser utilizado para indicar a tonicidade. É usado, por exemplo, para distinguir palavras que seriam grafadas de maneira idêntica, especialmente quando o contexto não tornar óbvia esta diferença, como por exemplo nas situações:
- замо́к, за́мок — fechadura, castelo
- сто́ящий, стоя́щий — que vale a pena, que está em pé
- чудно́, чу́дно — [isto é] estranho, [isto é] maravilhoso
- молоде́ц, мо́лодец — muito bem!, companheiro
- узна́ю, узнаю́ — aprenderei, reconheço
- отреза́ть, отре́зать — cortar, fazer cortar

Outra finalidade que pode exigir o uso dos acentos é a de indicar a pronúncia correta de palavras pouco comuns, especialmente nomes e sobrenomes e exprimir qual é a palavra que deve ser enfatizada na oração:
- Ты́ съел печенье? — Foi você que comeu o biscoito?
- Ты съе́л печенье? — Você comeu o biscoito?
- Ты съел пече́нье? — O biscoito foi o que você comeu?

Apesar de sua omissão causar ambiguidades, as indicações tônicas são obrigatórias somente em dicionários léxicos, livros para crianças ou estudantes do russo.

## Sons
O sistema fonológico do russo foi herdado do eslavônico comum, porém sofreu uma modificação considerável no início do período histórico, antes do século XV.
A língua apresenta cinco sons vocálicos, que são grafados com letras diferentes, totalizando dez letras vogais, dependendo se as consoantes que as precedem são palatalizadas ou não. As consoantes aparecem em pares palatalizados ou não palatalizados, tradicionalmente chamadas de suaves ou duros, sendo que as consoantes duras costumam ser velarizadas, especialmente antes de vogais posteriores, como ocorre no irlandês, embora em alguns dialetos a velarização esteja limitada ao /l/ áspero. O russo padrão, baseado no dialeto de Moscou, apresenta uma forte tonicidade, e uma variação tonal moderada. As vogais tônicas costumam ter uma duração maior, enquanto as vogais átonas tendem a ser reduzidas a vogais semiabertas, ou até a um xevá pouco claro.
A estrutura silábica do russo pode ser bastante complexa, com conjuntos consonantais iniciais e finais de até quatro sons consecutivos.

Utilizando-se uma fórmula em que V significa a vogal que forma o núcleo da sílaba e C cada uma de suas consoantes, a estrutura pode ser ilustrada da seguinte maneira:
(C) (C) (C) (C) V (C) (C) (C) (C)
Grupos de quatro consoantes não são, no entanto, muito comuns, especialmente no interior de um morfema. Entre alguns exemplos estão взгляд (/vzglʲat/, "olhar") e строительств (/strʌˈʲitʲɛlʲstf/, "de construções").

### Consoantes
|                   |       | Bilabial  | Labio- dental | Dental e alveolar | Pós- alveolar | Palatal | Velar      |
| Nasal             | dura  | /m/       |               | /n/               |               |         |            |
| Nasal             | suave | /mʲ/      |               | /nʲ/              |               |         |            |
| Plosiva           | dura  | /p/ /b/   |               | /t/ /d/           |               |         | /k/ /ɡ/    |
| Plosiva           | suave | /pʲ/ /bʲ/ |               | /tʲ/ /dʲ/         |               |         | /kʲ/* [ɡʲ] |
| Africada          | dura  |           |               | /ts/              |               |         |            |
| Africada          | suave |           |               |                   | /tɕ/          |         |            |
| Fricativa         | dura  |           | /f/ /v/       | /s/ /z/           | /ʂ/ /ʐ/       |         | /x/ [ɣ]    |
| Fricativa         | suave |           | /fʲ/ /vʲ/     | /sʲ/ /zʲ/         | /ɕː/* /ʑː/*   |         | [xʲ] [ɣʲ]  |
| Vibrante múltipla | dura  |           |               | /r/               |               |         |            |
| Vibrante múltipla | suave |           |               | /rʲ/              |               |         |            |
| Aproximante       | duro  |           |               | /l/               |               |         |            |
| Aproximante       | suave |           |               | /lʲ/              |               | /j/     |            |

O russo se destaca por sua distinção a partir da palatalização da maioria de suas consoantes. Enquanto /k/, /ɡ/ e /x/ têm os alófonos palatalizados [kʲ, ɡʲ e xʲ], apenas o /kʲ/ pode ser considerado um fonema, embora seja relativamente marginal, e não costume ser considerado como fruto desta distinção, já que o único par mínimo nativo que implicaria /kʲ/ ser um fonema separado é "это ткёт" (/ˈɛtə tkʲot/) е "этот кот" (/ˈɛtət kot/). Palatalização significa que o centro da língua é levantado durante e depois da articulação da consoante. No caso de /tʲ/ e /dʲ/, a língua é elevada o suficiente para produzir um leve som africado. Os sons /t, d, ts, s, z, n e rʲ/ são dentais, isto é, são produzidos com a ponta da língua apoiada nos dentes, e não na crista alveolar.

## Gramática
O russo preservou a estrutura flexiva-sintética do indo-europeu, embora uma considerável nivelização tenha ocorrido. A gramática russa é relativamente complexa e essencial para a compreensão da língua, tendo profunda influência não somente na linguagem escrita, mas também no discurso. Não há artigos na língua russa.
A gramática russa apresenta:
- uma morfologia altamente flexiva;
- uma sintaxe que, para a língua literária, é a fusão consciente de três elementos:
  - uma fundação vernacular polida;
  - uma herança eslavônica eclesiástica;
  - um estilo europeu ocidental.

A língua falada foi influenciada pela escrita, porém ainda preservando suas peculiaridades. Os dialetos apresentam diversas características gramaticais que fogem ao padrão, muitas das quais são arcaísmos ou descendentes de formas arcaicas que já deixaram de ser usadas há muito pelo idioma literário.

### Gênero
São três os gêneros gramaticais: masculino, feminino e neutro. A formação do passado singular dos verbos russos varia de acordo com o gênero. Os nomes das família russas declinam conforme o gênero masculino ou feminino.
Diferente do que acontece em inglês, o gênero neutro não é utilizado simplesmente para aqueles substantivos que não sejam pessoas. Na verdade, os substantivos que se referem a seres inanimados podem ser tanto neutros como masculinos ou femininos.
As palavras masculinas terminam geralmente por consoantes;

As palavras femininas terminam geralmente pelas vogais /а/ e /я/ ou por consoantes palatalizadas;

As palavras neutras terminam geralmente pelas vogais /е/ e /o/;
O passado feminino e neutro de verbos no singular geralmente recorrem às terminações /а/ e /о/, respectivamente.

### Plural
A maioria dos plurais dos substantivos masculinos e femininos terminam pelos sons de /и/ ou /ы/. Os plurais dos substantivos neutros terminam em /a/ ou /я/, dependendo da terminação da palavra no singular ser /о/ ou /e/, respectivamente.
No campo verbal, a terceira pessoa do plural dos três gêneros é única, como em inglês ou alemão, sendo que a principal terminação para o passado de verbos no plural é /и/.

### Declinação dos nomes
Um dos pontos mais característicos da gramática russa são os casos declinatórios, que consistem na mudança da estrutura de substantivos, adjetivos, pronomes ou numerais, dependendo de sua função sintática.
A língua russa tem seis casos. A seguir, suas denominações e funções gerais:
- Nominativo, aplicado às palavras em sua forma original e mantida nas sentenças caso a palavra em questão tenha função de sujeito;
- Acusativo, aplicado às palavras que tenham função de objeto direto e/ou passem ideia de movimento;
- Prepositivo, aplicado às palavras que estejam em função de objeto indireto, ou seja, que exijam o uso de preposição;
- Genitivo, aplicado às palavras que identifiquem o possessor de outro elemento, ou que indiquem origem, modo, etc.;
- Dativo, aplicado às palavras que identifiquem o receptor de determinado elemento ou ação. Em alguns casos, também indica posse;
- Instrumental, aplicado às palavras que indiquem o meio ou instrumento com o qual determinada ação foi realizada.

Há ainda o uso do caso locativo, que embora tenha sido unificado com o caso prepositivo, ainda é utilizado de forma irregular, com a função de indicar um espaço.

### Verbos
Os verbos na sua conjugação variam por:
- Números: singular e plural.
- Gêneros: masculino, feminino e neutro.
- Vozes: ativa, passiva/medial.
- Modos: indicativo, imperativo e subjuntivo.
- Aspectos: perfeito e imperfeito.
- Tempos:
  - Particípios: passado e presente.
  - Presente
  - Passado: perfeito e imperfeito.
  - Futuro: perfeito e imperfeito.

Os verbos russos, quando no passado, variam de acordo com o gênero do sujeito, exceto para o plural, que tem uma variação única. Existem dois aspectos verbais: perfeito e imperfeito. O aspecto perfeito tem apenas os tempos passado e futuro, sendo que as ações em ambos os tempos se referem a um momento definido com um final específico. O aspecto imperfeito, por outro lado, tem os tempos passado, presente e futuro, sendo que assim como o tempo presente, os tempos passado e futuro se referem a um momento indefinido e não exigem um término da ação em questão. Diferentemente da língua portuguesa, os tempos verbais não se limitam à conjugação, mas são divididos em dois verbos morfologicamente distintos e em muitos casos conjugados de formas diferentes, sendo que, sem exceções, os verbos de aspecto perfeito nunca têm uma conjugação para o tempo presente.
Os verbos têm duas conjugações, representadas pelas terminações regulares:
- /-ать/ e /-ять/
- /-ить/

A primeira conjugação acontece por meio da aglutinação da terminação verbal pelo sufixo pessoal, enquanto a segunda conjugação tende a substituir a terminação pelo sufixo pessoal. As conjugações se dão da seguinte forma:
| Conjugação/Pessoa     | /-ать/ e /-ять/ | /-ить/ |
| --------------------- | --------------- | ------ |
| 1ª Pessoa do Singular | -аю e -яю       | -ю     |
| 2ª Pessoa do Singular | -аешь e -яешь   | -ишь   |
| 3ª Pessoa do Singular | -ает e -яет     | -ит    |
| 1ª Pessoa do Plural   | -аем e -яем     | -им    |
| 2ª Pessoa do Plural   | -аете e -яете   | -ите   |
| 3ª Pessoa do Plural   | -ают e -яют     | -ят    |

Ainda assim, existem outras oito terminações verbais que não pertencem a nenhuma conjugação específica. Além disso, muitos verbos pertencentes a essas terminações fogem da regra e se conjugam de forma irregular. As demais terminações verbais são:
- /-еть/
- /-уть/
- /-оть/
- /-ыть/
- /-ти/
- /-сть/
- /-зть/
- /-чь/

### Verbo ser/estar
Em russo, desde o século XIX, não é utilizado um verbo para ser/estar no tempo presente, do mesmo modo como ocorre em húngaro, uma língua, porém, fino-ugriana. As funções desse verbo são entendidas pelo contexto da frase. Há alguns usos raros do verbo есть para definir a ideia de ser/estar, mas o verbo é utilizado sempre no infinitivo e na maioria dos casos é dispensável. Tanto no passado como no futuro, o verbo быть é amplamente usado para se referir ao ser/estar, de forma a evitar que fique subentendido que a frase se refere ao presente.

### Linguagem formal
A segunda pessoa do plural é usada, da mesma forma que em algumas outras línguas, como uma forma polida de se dirigir a outrem, em uma situação que permitiria o uso da segunda pessoa do singular, que contudo é considerada informal. O fato deve-se à influência do francês.

## Vocabulário

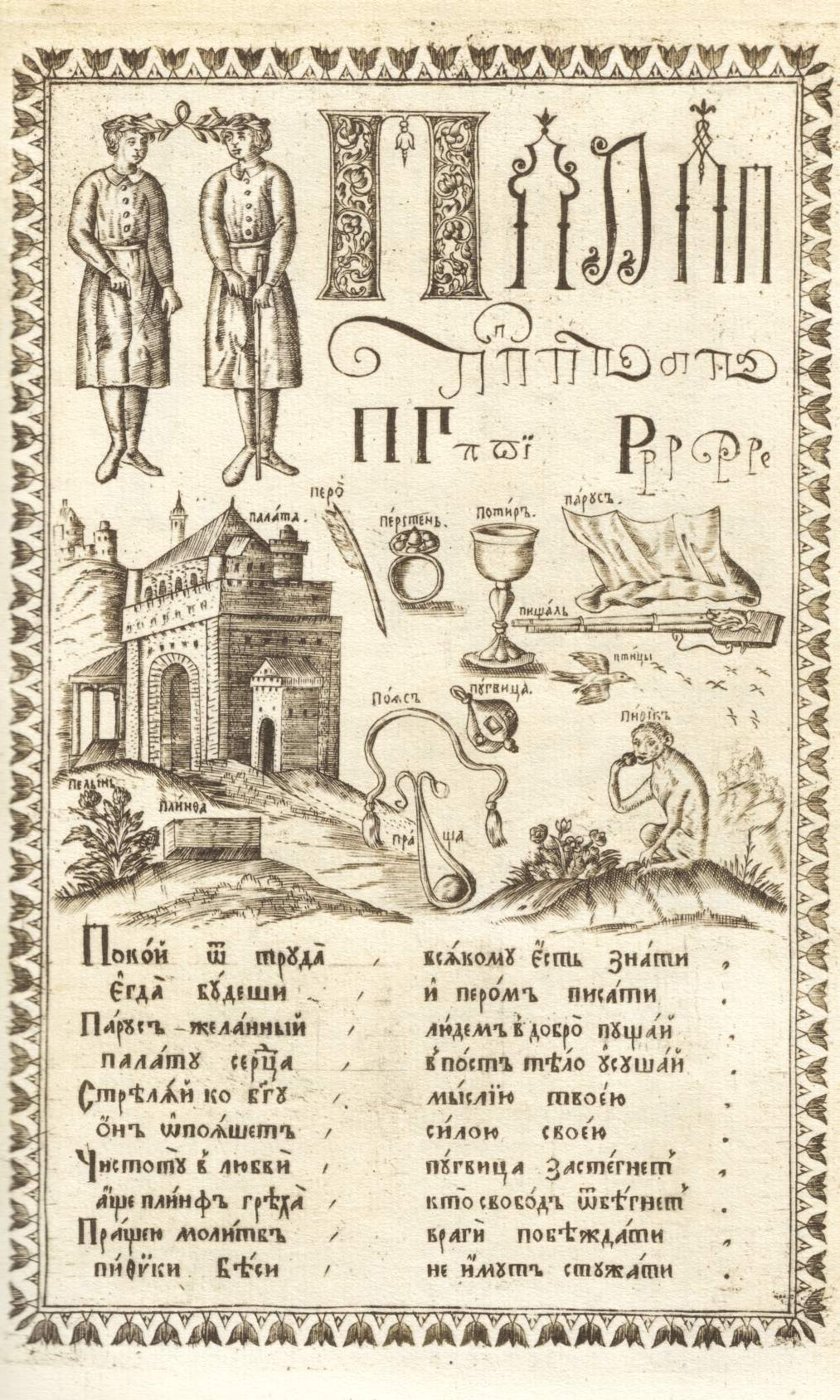
Página do livro ABC, impresso em Moscou em 1694, mostrando a letra П

O número total de palavras no russo é difícil de ser estimado, devido à sua notável capacidade de aglutinar e criar múltiplos compostos, diminutivos, entre outros. O número de palavras ou verbetes listados nos principais dicionários publicados nos últimos dois séculos, bem como o vocabulário total usado por Alexandre Pushkin, célebre autor russo creditado por ter aumentado significativamente o vocabulário do idioma, bem como por ter codificado o russo literário, são:
| Obra                                 | Ano                 | Número de palavras | Conteúdo |
| ------------------------------------ | ------------------- | ------------------ | --- |
| Dicionário Acadêmico, 1ª ed.         | 1789–1794           | 43 257             | Russo e eslavônico eclesiástico, com algum vocabulário do russo antigo.                                                                     |
| Dicionário Acadêmico, 2ª ed.         | 1806–1822           | 51 388             | Russo e eslavônico eclesiástico, com algum vocabulário do russo antigo.                                                                     |
| Opus, de Pushkin                     | 1810–1837           | 21 197             | - |
| Dicionário Acadêmico, 3ª ed.         | 1847                | 114 749            | Russo e eslavônico eclesiástico, com vocabulário do russo antigo.                                                                           |
| Dicionário de Dahl                   | 1880–1882           | 195 844            | 44 000 verbetes agrupados por léxico, na tentativa de catalogar toda a língua vernácula. Inclui algumas palavras ucranianas e bielorrussas. |
| Dicionário de Ushakov                | 1934–1940           | 85 289             | Língua moderna, com alguns arcaísmos. |
| Dicionário Acadêmico da Língua Russa | 1950–1965           | 120 480            | Dicionário completo da "língua moderna". |
| Dicionário de Ojegov                 | Década de 1950-1960 | 61 458             | Idioma moderno, em maior ou menos escala.                                                                                                   |
| Dicionário de Lopatin                | 2013                | ≈200 000           | Ortográfico, idioma moderno. |

Por motivos históricos, Vladimir Dal ainda insistia, na segunda metade do século XIX, que a grafia correta do adjetivo русский (russo), que na época era aplicado de maneira uniforme a todos os súditos do Império Russo pertencentes à etnia eslava e adeptos da Igreja Ortodoxa, bem como à sua única língua oficial, deveria ser руский, com um /с/ apenas, de acordo com a tradição antiga e com o que ele descrevia como o espírito da língua. Em contrapartida, o filólogo Iakov Grot afirmava que o /с/ era distintamente dobrado na pronúncia.

### Provérbios e ditados
O russo possui centenas de provérbios e ditados. A grande maioria deles já havia sido reunida e catalogada no século XVII, e posteriormente estudada nos séculos seguintes, sendo os contos populares uma fonte especialmente fértil destes provérbios.

## História
A história da língua russa pode ser dividida nos seguintes períodos:
- O período quievano e a desagregação feudal;
- O período tártaro e o domínio lituano;
- O período moscovita;
- O período imperial;
- O período soviético e a contemporaneidade.

A se julgar pelos registros históricos, por volta do ano 1000, o grupo étnico predominante em boa parte dos territórios atualmente ocupados pela Rússia europeia, Ucrânia e Bielorrússia, era o ramo oriental dos eslavos, que falava um grupo de dialetos próximos. A unificação política desta região e a fundação da Rússia de Quieve, ocorrida por volta do ano 880, é vista pelos três países como seu ponto de origem, principalmente com o estabelecimento do eslavônico como língua comercial e literária. Logo seguiu-se a adoção do cristianismo, em 988, e a introdução do dialeto eslavo meridional, conhecido como eslavônico eclesiástico, a língua oficial e litúrgica. Empréstimos e derivações do grego bizantino começaram também a introduzir-se no eslavônico e demais dialetos falados neste período, o que por sua vez acabou alterando o próprio eslavônico eclesiástico.

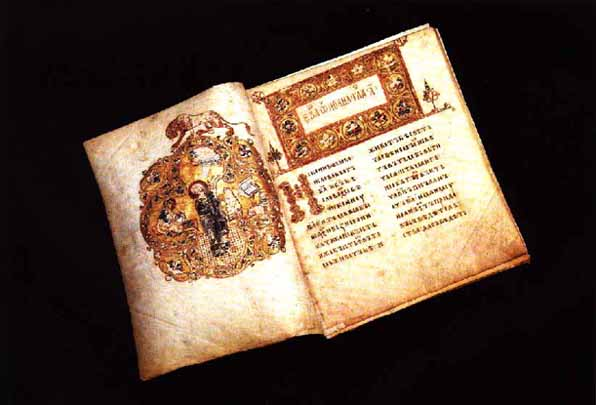
Os Evangelhos de Ostromir, de 1056, compõem o segundo livro mais antigo num idioma eslavo oriental, um dos muitos manuscritos iluminados medievais preservados na Biblioteca Nacional Russa

A diferenciação dialetal se acelerou após a fragmentação da Rússia de Quieve, por volta de 1100. Nos territórios das atuais Bielorrússia e Ucrânia, surgiu o ruteno, e na Rússia moderna o russo medieval. Esta fragmentação se consolidou após o século XIII, com a divisão de todo o antigo território entre as nações ocidentais do Grão-Ducado da Lituânia, Polônia e Hungria a Oeste e as repúblicas feudais independentes de Novogárdia e Pescóvia, a Leste, juntamente com diversos ducados menores, que posteriormente se tornariam vassalos dos tártaros.
A língua oficial em Moscou e Novgorod e, posteriormente, na Moscóvia, foi o novo eslavônico eclesiástico, evolução do antigo eslavônico eclesiástico e que permaneceu como língua literária por séculos, até o reinado de Pedro, o Grande, quando seu uso foi restrito drasticamente aos textos bíblicos e litúrgicos. O russo seguiu se desenvolvendo sob uma forte influência do eslavônico eclesiástico até o fim do século XVII, quando a situação se inverteu, e os textos litúrgicos eslavônicos passaram a ser influenciados pelo próprio russo, que ali se destacava.
As reformas políticas de Pedro foram acompanhadas por uma reforma do alfabeto, e atingiram uma meta de secularização e ocidentalização. Grandes grupos de vocabulário específico foram adotados dos idiomas da Europa Ocidental. Por volta de 1800, uma parcela significativa das pessoas educadas usavam cotidianamente o francês e, com menor frequência, o alemão. Diversos romances russos do século XIX, como por exemplo Guerra e Paz, de Leão Tolstói, contêm parágrafos inteiros e até mesmo páginas em francês, na qual nenhuma tradução era fornecida, já que supunha-se que leitores educados não precisariam delas.
Considera-se que a língua russa literária moderna remonte ao período de Alexandre Pushkin, durante o primeiro terço do século XIX. Pushkin revolucionou a literatura russa ao rejeitar a gramática e o vocabulário arcaicos, conhecidos como o "alto estilo", recorrendo ao uso da gramática e do vocabulário utilizados na língua oral da época. Mesmo leitores jovens atuais experimentam apenas pequenas dificuldades na compreensão de algumas poucas palavras nos textos de Pushkin, já que relativamente poucos dos termos usados por ele se tornaram arcaicos ou mudaram seu significado. Na verdade, muitas das expressões utilizadas por escritores russos do início do século XIX, como Miguel Lermontov, Nicolau Gogol, Alexandre Griboedov e o próprio Pushkin, se tornaram provérbios ou ditados que são frequentemente citados e encontrados na fala coloquial moderna dos russos.
«Зи́мний ве́чер»
ˈzʲimnʲɪj ˈvʲetɕɪr
Noite de Inverno
Бу́ря мгло́ю не́бо кро́ет,
[ˈburʲə ˈmɡloju ˈnʲɛbə ˈkroɪt]
A tempestade tolda os ares,
Ви́хри сне́жные крутя́,
[ˈvʲixrʲɪ ˈsʲnʲɛʐnɨɪ kruˈtʲa]
A neve gira em torvelinho,
То, как зверь, она́ заво́ет,
[to kak zvʲerʲ ɐˈna zɐˈvoɪt]
Ora como a besta a uivar,
То запла́чет, как дитя́.
[to zɐˈplatɕɪt, kak dʲɪˈtʲa]
Ora num choro de menino.
То по кро́вле обветша́лой
[to pɐˈkrovlʲɪ ɐbvʲɪˈtʂaləj]
Ora revolve o colmo antigo,
Вдруг соло́мой зашуми́т,
[vdruk sɐˈloməj zəʂuˈmʲit]
E gasto do nosso palheiro,
То, как пу́тник запозда́лый,
[to kak ˈputnʲɪk zəpɐˈzdalɨj]
Ora nos bate ao postigo
К нам в око́шко застучи́т.
[knam vɐˈkoʂkə zəstuˈtɕit]
Como tardio caminheiro.

Os distúrbios políticos do início do século XX, bem como as mudanças radicais de ideologia política, deram ao russo escrito a sua aparência atual, após a reforma ortográfica de 1918. As circunstâncias políticas e realizações da União Soviética nos campos militar, científico e tecnológico, especialmente na cosmonáutica, propiciaram ao russo um prestígio mundial, especialmente durante a segunda metade do século XX.

## Influências à língua portuguesa
Alguns dos empréstimos linguísticos mais notáveis advindos da língua russa são: vodka, tsar, bolchevique, blini, samovar, dentre outros.

### Em inglês
- Comrie, Bernard; Stone, Gerald; Polinsky, Maria (1996). The Russian Language in the Twentieth Century [A Língua Russa no Século XX] 2ª ed. Oxford: Oxford University Press. 400 páginas. ISBN 019824066X. OCLC 36759997
- Timberlake, Alan (2004). A Reference Grammar of Russian. Cambridge: Cambridge University Press. 510 páginas. ISBN 0521772923. OCLC 709680
- Carlton, Terrence R. (1991). Introduction to the Phonological History of the Slavic Languages. Columbus, Ohio: Slavica Press. 461 páginas. ISBN 0893572233. OCLC 27436189
- Cubberley, Paul V. (2002). Russian: A Linguistic Introduction 1ª ed. Cambridge: Cambridge University Press. 396 páginas. ISBN 978-0521796415. OCLC 892003089
- Morris, Halle (1971). The Sound Pattern of Russian: A Linguistic and Acoustical Investigation. Haia, Países Baixos: Mouton & Co. 206 páginas. ISBN 902791561X. OCLC 1486376
- Ladefoged, Peter; Maddieson, Ian (1996). The Sounds of the World's Languages. Oxford, Reino Unido: Blackwell Publishers. 450 páginas. ISBN 978-0631198154. OCLC 914458
- Matthews, W.K. (2002). Russian Historical Grammar 2ª ed. Londres: University of London, Athlone Press. 378 páginas. ISBN 9780485175097
- Stender-Petersen, Adolf (1954). Anthology of old Russian literature. Nova Iorque: Columbia University Press. 542 páginas. ISBN 0231018975. OCLC 829325039
- Wade, Terence (2011). A comprehensive Russian grammar 3ª ed. Chichester, Reino Unido: Wiley-Blackwell. 632 páginas. ISBN 9781405136396. OCLC 633146402

### Em russo
- Vostrikov, О.V. (1990–1999c). Финно-угорский субстрат в русском языке: Учебное пособие по спецкурсу Finno-ugorskiy substrat v russkom yazyke: Uchebnoye posobiye po spetskursu. Ecaterinburgo: Universidade do Estado de Ural A. M. Gorky. ISBN 5230066504. OCLC 43071343
- Жуковская Л.П., отв. ред. Древнерусский литературный язык и его отношение к старославянскому. М., «Наука», 1987.
- Иванов В.В. Историческая грамматика русского языка. М., «Просвещение», 1990.
- Михельсон Т.Н. Рассказы русских летописей XV–XVII веков. М., 1978.?
- Novikov, Lev A. (2001). Современный русский язык Sovremennyj russkij jazyk 3ª ed. São Petersburgo, Rússia: Lanʹ. ISBN 5811402554. OCLC 248933807
- Филин Ф. П., О словарном составе языка Великорусского народа; Вопросы языкознания. – М., 1982, № 5. – С. 18–28
- Cyganenko, Galina Pavlovna (1989). Этимологический словарь русского языка Ėtimologičeskij slovarʹ russkogo jazyka 2ª ed. Kiev: Radânsʹka škola. ISBN 5330007356. OCLC 20523246
- Шанский Н.М., Иванов В.В., Шанская Т.В. Краткий этимологический словарь русского языка. М. 1961.
- Шицгал А., Русский гражданский шрифт, М., «Исскуство», 1958, 2-e изд. 1983.